# Alfredo Barra Lázaro
Alfredo Barra Lázaro (n. 1946 ) es un técnico agrícola español que trabajó como conservador de colecciones en el Real Jardín Botánico de Madrid del Consejo Superior de Investigaciones Científicas hasta noviembre de 2011; actualmente está jubilado. Ha estudiado durante años la taxonomía del género Narcissus (Amaryllidaceae).

## Publicaciones
- Barra, A., E. Blanco, J. Grijalbo 2011. Narcisos ibéricos. Quercus, vol. 301, pp. 40-52.
- Barra, A. 2002. Notas sobre Narcissus L. (Amaryllidaceae), III. Anales del Jardín Botánico de Madrid, ISSN 0211-1322, vol. 60 (1), pp. 222-224
- Barra, A. 2001. Notas sobre Narcissus L. (Amaryllidaceae) II. Anales del Jardín Botánico de Madrid, ISSN 0211-1322, vol. 59 (2), pp. 350-351.
- Barra, A. 2000. Dos nuevas variedades de Narcissus triandrus L. (Amaryllidaceae). Anales del Jardín Botánico de Madrid, ISSN 0211-1322, vol. 58 (1), pp. 184-186
- Barra, A. 1999. Notas sobre Narcissus L. (Amaryllidaceae). Anales del Jardín Botánico de Madrid, ISSN 0211-1322, vol. 57 (1), pp.178-180
- Barra, A., G. López González 1995. Nota nomenclatural sobre Narcissus capax Salisb. (Amaryllidaceae). Anales del Jardín Botánico de Madrid, ISSN 0211-1322, vol. 53 (1), pp. 136-138
- Barra, A., G. López González 1994. Sobre la identidad de Narcissus minor L. (Amaryllidaceae) y plantas afines. Anales del Jardín Botánico de Madrid, ISSN 0211-1322, vol. 52 (2), pp. 171-178
- Barra, A., G. López González 1992. Notas sobre el género Narcissus L. (III). Anales del Jardín Botánico de Madrid, ISSN 0211-1322, vol. 50 (1), pp. 123
- Armada, J., A. Barra 1992. On Aloysia Palau (Verbenaceae). Taxon, vol. 41, pp. 88-90
- Barra, A., G. López González 1986. Notas sobre el género Narcissus L. (II). Anales del Jardín Botánico de Madrid, ISSN 0211-1322, vol. 43 (2), pp. 463-464
- Barra, A., G. López González 1986. Diferencias entre Narcissus cantabricus DC. subsp. luteolentus Barra & G. López y Narcissus hedraeanthus (Webb & Heldr.) Colmeiro. Anales del Jardín Botánico de Madrid, ISSN 0211-1322, vol. 43 (1), pp. 185-187
- Barra, A., G. López González 1984. Notas sobre el género Narcissus L. (enlace roto disponible en Internet Archive; véase el historial, la primera versión y la última).. Anales del Jardín Botánico de Madrid, ISSN 0211-1322, vol. 41 (1), pp. 202-203
- Barra, A., G. López González 1983. Datos cariológicos sobre el género Narcissus L. (enlace roto disponible en Internet Archive; véase el historial, la primera versión y la última).. Anales del Jardín Botánico de Madrid, ISSN 0211-1322, vol. 40 (2), pp. 369-377
- Barra, A., G. López González 1983. Tipificación de los táxones del género Narcissus L. (Amaryllidaceae) descritos por Linneo (enlace roto disponible en Internet Archive; véase el historial, la primera versión y la última).. Anales del Jardín Botánico de Madrid, ISSN 0211-1322, vol. 40 (2), pp. 345-360
- Barra, A. 1983. Crocus nevadensis Amo en Valencia (enlace roto disponible en Internet Archive; véase el historial, la primera versión y la última).. Anales del Jardín Botánico de Madrid, ISSN 0211-1322, vol. 40 (1), pp. 284
- Barra, A. 1982. Sobre algunos Crocus españoles (enlace roto disponible en Internet Archive; véase el historial, la primera versión y la última).. Anales del Jardín Botánico de Madrid, ISSN 0211-1322, vol. 39 (2), pp. 541-543
- Barra, A., G. López González 1982. Novedades en el género Narcissus L. (enlace roto disponible en Internet Archive; véase el historial, la primera versión y la última).. Anales del Jardín Botánico de Madrid, ISSN 0211-1322, vol. 39 (2), pp. 297-299
- Barra, A., G. López González 1982. Una nueva localidad para Narcissus tortifolius Fdez. Casas (enlace roto disponible en Internet Archive; véase el historial, la primera versión y la última).. Anales del Jardín Botánico de Madrid, ISSN 0211-1322, vol. 39 (1), pp. 212
- Barra, A., G. López G. 1982. Narcissus assoanus Duf. subsp. praelongus, subsp. nov. (enlace roto disponible en Internet Archive; véase el historial, la primera versión y la última). Anales del Jardín Botánico de Madrid, ISSN 0211-1322, vol. 39 (1), pp. 209-210
- Barra, A., G. López González 1982. Notas sueltas sobre el género Narcissus en España (enlace roto disponible en Internet Archive; véase el historial, la primera versión y la última).. Anales del Jardín Botánico de Madrid, ISSN 0211-1322, vol. 39 (1), pp. 67-78
- La abreviatura «Barra» se emplea para indicar a Alfredo Barra Lázaro como autoridad en la descripción y clasificación científica de los vegetales.[1]